# Camille Wauters
Pour les articles homonymes, voir Wauters.
Camille Wauters, né à Tamise le 13 novembre 1856 et mort à Lokeren le 10 septembre 1919 est un peintre belge.
Son champ pictural couvre essentiellement les paysages.

## Biographie

### Famille
Camille (Camillius Egidius) Wauters, né à Tamise, en Flandre orientale, le 13 novembre 1856, est le fils de Judocus Carolus Ludovicus Wauters (natif de Bornem en 1833), batelier, puis chef-garde aux chemins de fer vicinaux, et de Stephania Wauters, tailleuse, native de Tamise (1824-1904), mariés en 1855.

### Formation
Camille Wauters suit les cours de dessin à l'école de Tamise, puis à celle de Saint-Nicolas. Il est formé en peinture dans l'atelier de Ferdinand de Braekeleer. Étudiant à l'Académie royale des beaux-arts d'Anvers, il a comme professeurs Charles Verlat, Jacob Jacobs (dessin de composition de paysages, de peinture d'animaux d'après nature) et Jean-Emmanuel Van den Bussche (perspective). Il obtient, en 1876, dans la classe moyenne, le troisième prix d'excellence décerné par le gouvernement, les premiers prix en composition de paysage et en perspective pittoresque en pastel, les troisièmes prix d'animaux d'après nature et de perspective pittoresque linéaire. Il étudie ensuite auprès de Jean-François Portaels et de Joseph Quinaux à l'Académie royale des beaux-arts de Bruxelles. Tandis qu'il réside à Molenbeek-Saint-Jean, il expose pour la première fois deux paysages des environs de Bornem au Salon d'Anvers de 1879.
Ensuite, Camille Wauters peint en Italie, en Espagne, en Égypte, en Afrique du Nord, aux Pays-Bas, en Scandinavie, à Barbizon et dans le Dauphiné.
Peu avant 1887, il se rend à Paris, et loge rue Chaptal, no 7, pour parfaire sa formation à l'Académie Julian, où il améliore sa technique auprès de Jules Lefebvre, Jean-Paul Laurens et Benjamin-Constant,.

### Carrière
En 1885, il est l'un des membres fondateurs du cercle Voorwaarts, collectif d'artistes à Bruxelles, qui existe jusqu'en 1893, mais il n'expose, des paysages, que lors de la première manifestation du cercle en 1886-1887.
Son talent et ses études lui auraient permis d'atteindre une plus grande renommée, mais Camille Wauters évitant volontiers désormais les expositions, vit exclusivement pour son art, éloigné de la capitale et demeure dans les Flandres dès la fin du XIXe siècle : à Hamme (1886, 1889), à Tamise (1897), sa commune natale, à Bornem (1898).
Il meurt à Lokeren, à l'âge de 62 ans, le 10 septembre 1919.

## Œuvres

### Expositions
- Salon d'Anvers de 1879 : L'Étang de Bornhem et Les Environs de Bornhem[5].
- Salon de Gand de 1886 (XXXIII) : La Dernière neige[10].
- Cercle Voorwaarts 1886-1887 (I)[8].
- Salon des artistes français aux Champs-Élysées à Paris en 1887 : La Dernière neige[11].
- Salon de Gand de 1889 (XXXIV) : Le Soir, décembre et Le Repos, fin d'automne[12].
- Salon des artistes français aux Champs-Élysées à Paris en 1896 : Dans les Flandres, mois de novembre[13].
- Salon de Bruxelles de 1897 : Les Bords de l'Escaut (fin d'automne)[9].
- Exposition lors de la foire annuelle de Tamise en 1924[14].
- Salon d'Anvers de 1898 : Soleil couchant dans les saules[15].

### Galerie

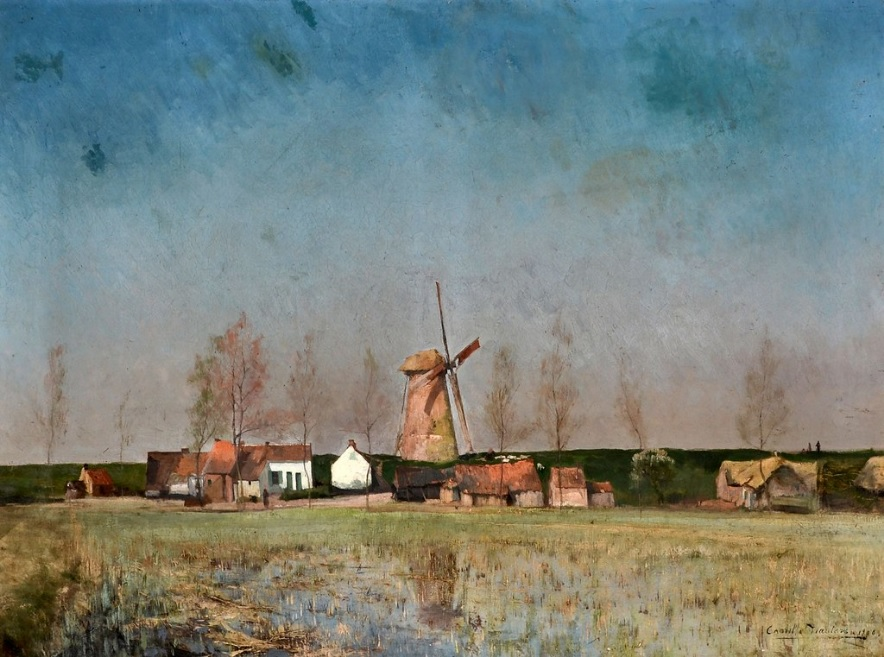
Paysage avec moulins.
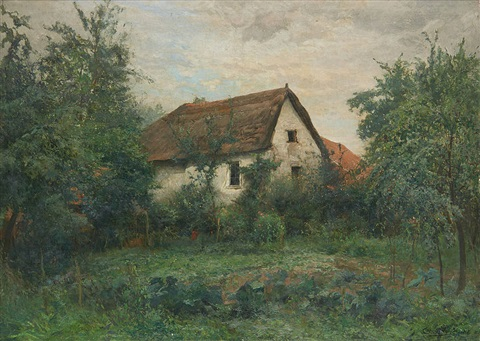
La Chaumière vue du potager, 1916.
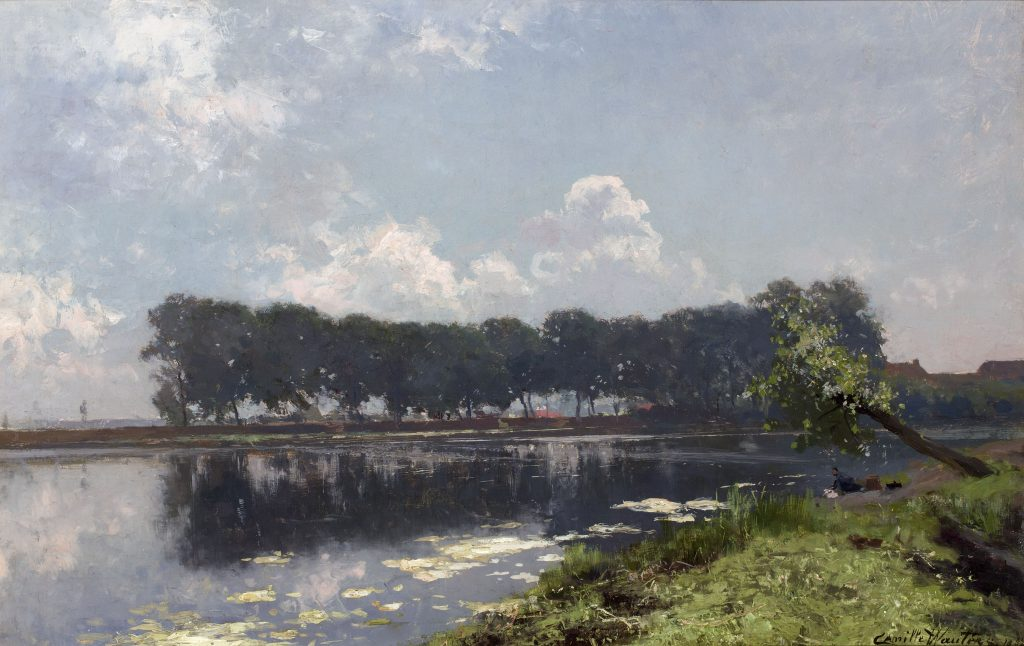
Paysage.
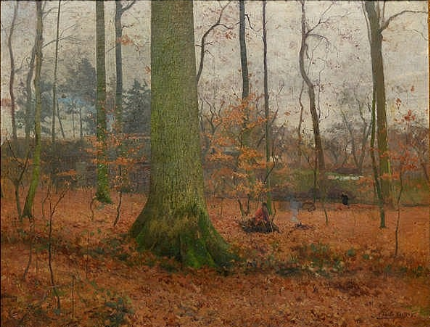
Sous-bois animé en automne.